# Dendropsophus koechlini
Dendropsophus koechlini es una especie de anfibios de la familia Hylidae.
Habita en Bolivia, Brasil, Perú y posiblemente Colombia.
Sus hábitats naturales incluyen bosques tropicales o subtropicales secos y a baja altitud y marismas intermitentes de agua dulce.